# 拉戈因峰

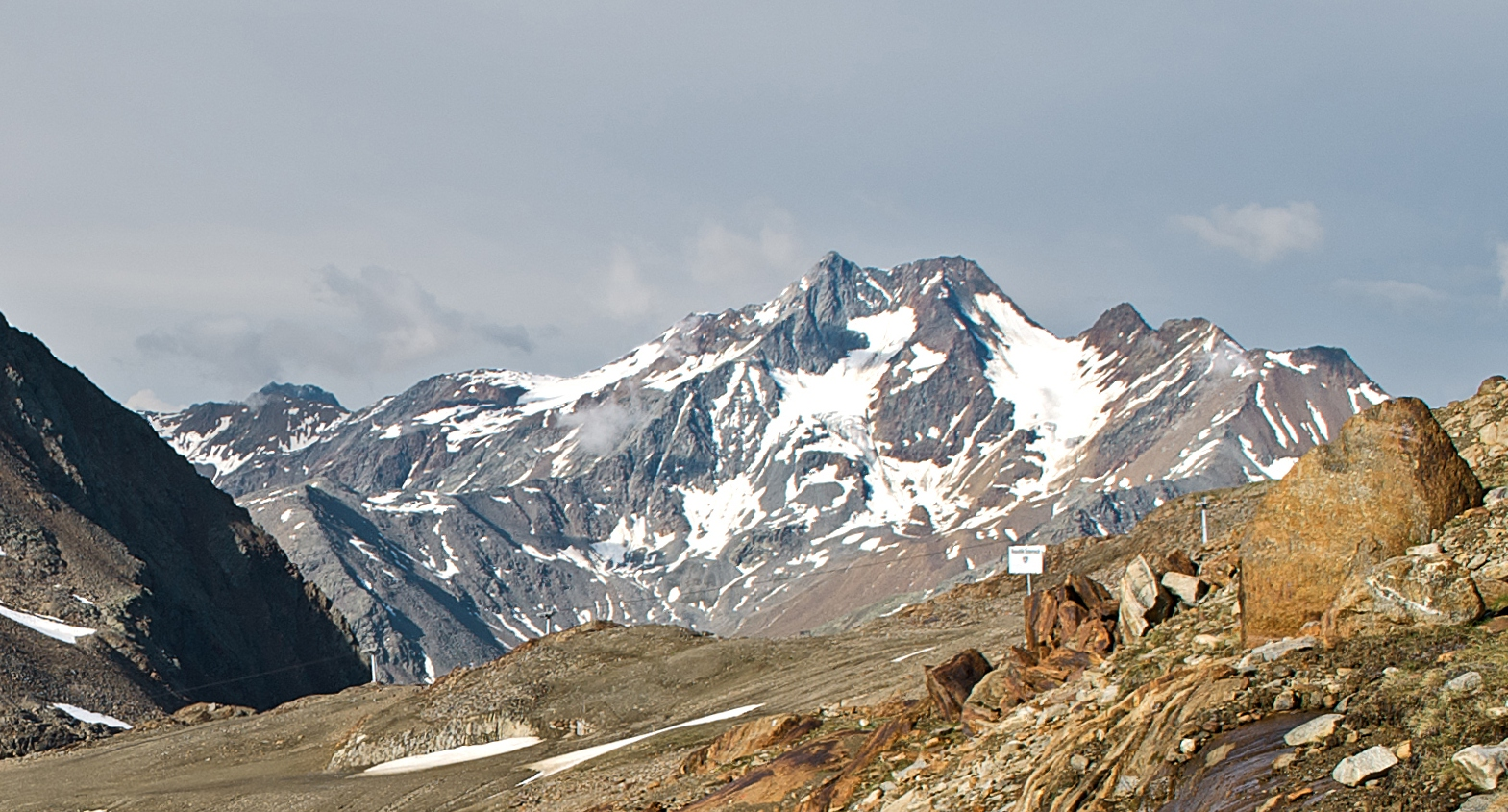

46°44′21″N 10°44′21″E / 46.73917°N 10.73917°E
拉戈因峰（義大利語：Lagaunspitze），是意大利的山峰，位於該國北部，由博爾扎諾-南蒂羅爾自治省負責管轄，屬於奧茲塔爾阿爾卑斯山脈的一部分，海拔高度3,439米，人類在1853年首次登頂。